# Katrina Brown
Katrina Brown es una profesora de Estudios de Desarrollo en la Universidad de Anglia del Este.

## Carrera
Sus áreas de especialización incluyen exámenes de la acción colectiva de las mujeres y las estrategias de afrontamiento en el semiárido de Kenia, y el cambio ambiental, la biodiversidad y la conservación. Es editora de la revista Global Environmental Change, miembro de Resilience Alliance en el Comité científico de IHDP, y autor principal de Millennium Ecosystem Assessment. Es también Directora del Programa en Cambio Climático y Desarrollo Internacional y Directora Adjunta de Ciencias Sociales en Tyndall Centre for Climate Change Research.